# Осиновка (Балтачевский район)
Осиновка — упразднённая в 1960-х годах деревня в Балтачевском районе Башкирской АССР Российской Федерации. Входила на год упразднения в состав Нижнекарышевского сельсовета. Жили русские (1959).

## География
Возле селения находились деревни Нижняя Николаевка, Верхний Русский Кизганбаш
, позднее упраздненные.

### Географическое положение
Располагалась в 34 км к юго‑западу от райцентра Старобалтачёво, в 102 км к югу от ж/д станции Куеда.

## История
Основана в начале 20 в. на территории Бирского уезда как выселок.
Существовала до середины 1960‑х гг. 

## Население
В 1906 в 6 дворах учтено 39 человек, в 1920—74 человека, в 1939 – 77, в 1959 – 20.